# Miorelaksant
Mišićni relaksant je lek koji deluje na skeletalne mišiće i umanjuje mušićni tonus. Lekovi ovog tipa se mogu koristiti za ublažavanje simptoma kao što su mišićni spazam, bol, i hiperrefleksija. 
Termin mišićni relaksant se koristi za dve grupe lekova: neuromaskularne blokatore i spazmolitike. Neuromuskularni blokatori deluju putem ometanja neuromaskularne transmisije i ne deluju na centralni nervni sistem (CNS). Oni se često koriste tokom hirurških zahvata i u intenzivnoj nezi i reanimatologiji za izazivanje privremene paralize. Spazmolitici, ili centralno delujući mišićni relaksanti, se koriste za ublažavanje mišićnog bola i spazama i za redukovanje spastičnosti u mnoštvu neuroloških poremećaja. Mada su obe grupe lekova mišićni relaksanti, ovaj termin se obično odnosi na spazmolitike.

## Spoljašnje veze
- Skeletal+Muscle+Relaxants на 